# 1-hydroxybenzotriazool
1-hydroxybenzotriazool (meestal afgekort tot HOBt) is een heterocyclische verbinding met als brutoformule C6H5N3O. De stof komt voor als een wit tot beige kristallijn poeder, dat goed oplosbaar is in water. Commercieel wordt de stof verkocht als hydraat, omdat de watervrije verbinding explosief kan ontleden. 
De structuur van 1-hydroxybenzotriazool is afgeleid van benzotriazool. 

## Synthese
1-hydroxybenzotriazool kan bereid worden door de oxidatie van benzotriazool met waterstofperoxide en in aanwezigheid van natriumwolframaat:
Een alternatieve methode is de ringsluiting van 2-chloornitrobenzeen met hydrazine of een hydrazinederivaat:

## Eigenschappen
1-hydroxybenzotriazool komt voor als twee tautomeren, namelijk een N-oxide en een N-hydroxide:
De ligging van die tautomerisatie-evenwicht hangt af van het oplosmiddel. In een waterige oplossing is het N-oxide in overmaat aanwezig (wegens de interactie tussen de formele ladingen in het tautomeer en de polaire watermolecule), terwijl in organische of andere apolaire oplosmiddelen voornamelijk het N-hydroxy-tautomeer aanwezig is.

## Toepassingen
1-hydroxybenzotriazool wordt samen met een carbodi-imide, zoals N,N'-dicyclohexylcarbodi-imide, ingezet bij de koppeling van een carbonzuur en een amine tot een amide. Dit gebeurt wanneer het carbonzuur niet zomaar in een acylchloride kan worden omgezet. Daarom wordt dit reagens veelvuldig toegepast bij de synthese van peptiden.
In eerste instantie wordt het carbodi-imide geactiveerd door protonering. De nucleofiele additie van het ontstane carboxylaat levert een actieve ester, die door de hydroxylgroep van 1-hydroxybenzotriazool kan aangevallen worden. Dit leidt tot een nieuwe ester en het dicyclohexylderivaat van ureum (DCU). Vervolgens kan het amine aanvallen en een intermoleculaire protonentransfer leidt tot vorming het amide. 1-hydroxybenzotriazool wordt hierbij herwonnen en kan dus in theorie in katalytische hoeveelheden toegevoegd worden. Echter, bij praktische syntheses wordt dit reagens meestal in overmaat toegevoegd om de opbrengst te verhogen. 